# جان لوید یانگ
جان لوید یانگ (انگلیسی: John Lloyd Young؛ زادهٔ ۴ ژوئیهٔ ۱۹۷۵) بازیگر تئاتر، بازیگر سینما و بازیگر تلویزیون اهل ایالات متحده آمریکا است.
از فیلم‌ها یا برنامه‌های تلویزیونی که وی در آن نقش داشته‌است می‌توان به پسران نیوجرسی اشاره کرد.